# Tuvalu A-Division 2013
De Tuvalu A-Division of het The National Provident Fund Championship League (TNPF) is de hoogste voetbalcompetitie op Tuvalu, die door de Tuvalu National Football Association (TNFA) wordt georganiseerd.
Het gaat van start op 9 maart 2013 en eindigt op 6 april 2013. Alle wedstrijden werden bij het Tuvalu Sports GRonde gehouden. Het seizoen werd gewonnen door Nauti A uit Funafuti.

## Deelnemende clubs
| Club             | Eiland     |
| ---------------- | ---------- |
| Lakena United A  | Nanumea    |
| Manu Laeva A     | Nukulaelae |
| Ha'apai United A | Nanumanga  |
| Nauti A          | Funafuti   |
| Tamanuku A       | Nukufetau  |
| Tofaga A         | Vaitupu    |

## Eindstand
|     | Club             | AW | W  | G  | V  | DP   | +/− | Punten |
| --- | ---------------- | -- | -- | -- | -- | ---- | --- | ------ |
| 01. | Nauti A          | 5  | 04 | 01 | 0  | 9:3  | +6  | 13     |
| 02. | Tofaga A         | 5  | 03 | 02 | 0  | 16:3 | +13 | 11     |
| 03. | Ha'apai United A | 5  | 02 | 01 | 02 | 8:7  | +1  | 7      |
| 04. | Manu Laeva A     | 5  | 02 | 0  | 03 | 9:10 | −1  | 6      |
| 05. | Lakena United A  | 5  | 01 | 01 | 03 | 5:9  | −4  | 4      |
| 06. | Tamanuku A       | 5  | 0  | 01 | 04 | 3:17 | −14 | 1      |

## Ronde 1
|                    |                                    |       |                 |                                |
| 9 maart 2013 11:00 | Nauti A                            | 4 - 1 | Manu Laeva A    | Tuvalu Sports GRonde, Funafuti |
| 9 maart 2013 11:00 | Mase Tumua Afelee Valoa Siu Teagai |       | Tafalagi Mataio | Tuvalu Sports GRonde, Funafuti |

|                    |                             |       |                  |                                |
| 9 maart 2013 12:45 | Lakena United A             | 2 - 1 | Ha'apai United A | Tuvalu Sports GRonde, Funafuti |
| 9 maart 2013 12:45 | Ioane Haulagi Kanava Makuli |       | Alofagia         | Tuvalu Sports GRonde, Funafuti |

|                    |                                                                                                 |        |            |                                |
| 9 maart 2013 14:30 | Tofaga A                                                                                        | 10 - 0 | Tamanuku A | Tuvalu Sports GRonde, Funafuti |
| 9 maart 2013 14:30 | Lutelu Tiute Reme Timuani Etimani Maio Ben Petaia Lawerance Nemia Paitela Kelemene James Lepaio |        |            | Tuvalu Sports GRonde, Funafuti |

## Ronde 2
|                    |              |       |                           |                                |
| 16 maart 2013 8:00 | Tofaga A     | 2 - 2 | Ha'apai United A          | Tuvalu Sports GRonde, Funafuti |
| 16 maart 2013 8:00 | James Lepaio |       | Amatusi Telogo eigen goal | Tuvalu Sports GRonde, Funafuti |

|                    |                                  |       |            |                                |
| 16 maart 2013 9:45 | Manu Laeva A                     | 2 - 1 | Tamanuku A | Tuvalu Sports GRonde, Funafuti |
| 16 maart 2013 9:45 | Sialee Suamlie Akelei Lima'alofa |       | Felo Feoto | Tuvalu Sports GRonde, Funafuti |

|                     |                           |       |                 |                                |
| 16 maart 2013 11:30 | Nauti A                   | 2 - 1 | Lakena United A | Tuvalu Sports GRonde, Funafuti |
| 16 maart 2013 11:30 | Sosene Vailine Mase Tumua |       | Setu            | Tuvalu Sports GRonde, Funafuti |

## Ronde 3
|                    |                                   |       |                           |                                |
| 23 maart 2013 8:00 | Lakena United A                   | 2 - 2 | Tamanuku A                | Tuvalu Sports GRonde, Funafuti |
| 23 maart 2013 8:00 | Poukanava Taimanuga Ioane Haumili |       | Felo Feoto Talavalu Lipua | Tuvalu Sports GRonde, Funafuti |

|                    |                           |       |              |                                |
| 23 maart 2013 9:45 | Tofaga A                  | 3 - 1 | Manu Laeva A | Tuvalu Sports GRonde, Funafuti |
| 23 maart 2013 9:45 | Eric Tealofi Reme Timuani |       | Suega Tonise | Tuvalu Sports GRonde, Funafuti |

|                     |                          |       |                  |                                |
| 23 maart 2013 11:30 | Nauti A                  | 2 - 1 | Ha'apai United A | Tuvalu Sports GRonde, Funafuti |
| 23 maart 2013 11:30 | Mase Tumua Sili Fakasega |       | Taupo            | Tuvalu Sports GRonde, Funafuti |

## Ronde 4
|                    |                 |       |                 |                                |
| 30 maart 2013 8:00 | Tofaga A        | 1 - 0 | Lakena United A | Tuvalu Sports GRonde, Funafuti |
| 30 maart 2013 8:00 | Malakai Alesana |       |                 | Tuvalu Sports GRonde, Funafuti |

|               |                 |       |            |                                |
| 30 maart 2013 | Nauti A         | 1 - 0 | Tamanuku A | Tuvalu Sports GRonde, Funafuti |
| 30 maart 2013 | Andrew Taufaiua |       |            | Tuvalu Sports GRonde, Funafuti |

|                     |              |       |                  |                                |
| 30 maart 2013 11:30 | Manu Laeva A | 1 - 2 | Ha'apai United A | Tuvalu Sports GRonde, Funafuti |
| 30 maart 2013 11:30 | Tukai Vaega  |       | Sepuli Loaha     | Tuvalu Sports GRonde, Funafuti |

## Ronde 5
|                   |                    |       |            |                                |
| 6 april 2013 8:00 | Ha'apai United A   | 2 - 0 | Tamanuku A | Tuvalu Sports GRonde, Funafuti |
| 6 april 2013 8:00 | Tusia Pasama Taupo |       |            | Tuvalu Sports GRonde, Funafuti |

|                   |         |       |          |                                |
| 6 april 2013 9:45 | Nauti A | 0 - 0 | Tofaga A | Tuvalu Sports GRonde, Funafuti |
| 6 april 2013 9:45 |         |       |          | Tuvalu Sports GRonde, Funafuti |

|              |                 |                                               |              |                                |
| 6 april 2013 | Lakena United A | 0 - 4                                         | Manu Laeva A | Tuvalu Sports GRonde, Funafuti |
| 6 april 2013 |                 | Tofiga Tinilau Akelei Lima'alofa Suega Tonise |              | Tuvalu Sports GRonde, Funafuti |

## Topscorers
| # | Speler     | Club    | DP |
| - | ---------- | ------- | -- |
| 1 | Mase Tumua | Nauti A | 4  |

### Jaarlijkse toekenning

#### De beste speler van de competitie
De beste speler van de competitie was Eric Kiki van FC Tofaga.